# Felip de Malla
Felip de Malla (né en 1380 à Barcelone; mort le 12 juillet 1431 à Barcelone) fut le 17e président de la Généralité de Catalogne (1425–1428), chanoine de la cathédrale de Huesca (1423), aumônier de la cathédrale d'Elne (1423) et archidiacre de la cathédrale de Barcelone (1424–1431).

## Vie
Il est possible que Felip de Malla ait été un parent du franciscain catalan Francesc Eiximenis,. Très jeune, il a commencé ses études à Barcelone, puis à l'université de Lérida. Plus tard, il étudia la théologie, le droit romain et le droit canonique à l'université de Paris, où il devint professeur de théologie. Son œuvre la plus complète est le Memorial del pecador remut (Livre du pécheur racheté), qui traite de l'ascétisme dans le christianisme, le paganisme et le judaïsme.
Felip de Malla fut protégé par le pape d'Avignon Benoît XIII et par le roi Martin Ier de Aragon. En 1408, le roi Martin Ier le nomma « conseiller et promoteur des affaires de la cour ». Il occupa cette fonction aussi auprès de Ferdinand Ier et Alphonse V d'Aragon.
Au concile de Constance, il obtint six voix lors de l'élection du pape.
Durant son mandat à la tête de la Généralité, il dut lutter contre l'éloignement progressif entre le roi et la principauté, en cours depuis les États généraux de 1422. L'installation de Castillans dans les institutions, le manque de sollicitude royale pour ses domaines, l'ingérence du roi dans les affaires de Naples et la tentative de créer un fief à Cervera pour y loger son frère Pedro de Trastámara sont quelques-uns des épisodes politiques qui ont tendu les relations. À cela s'ajoutent les épidémies de peste et le tremblement de terre de 1428, ainsi que d'autres soucis auxquels il dut faire face.
Au moment de sa mort, il disposait de plusieurs prébendes : le presbytère de l'église Santa Maria del Pi à Barcelone, il était archidiacre et chanoine dans la cathédrale de Barcelone et chanoine dans la cathédrale de Gérone.